# Presidenza di Dwight D. Eisenhower
La presidenza di Dwight Eisenhower ha inizio il 20 gennaio 1953 a mezzogiorno con la cerimonia d'inaugurazione e relativo insediamento del presidente degli Stati Uniti d'America, per poi terminare dopo due mandati consecutivi il 20 gennaio 1961.
Eisenhower, il 34° presidente degli Stati Uniti d'America ed esponente del Partito Repubblicano, entrò in carica a seguito della vittoria decisiva contro il candidato del Partito Democratico Adlai Stevenson alle elezioni presidenziali del 1952.
Quattro anni dopo, alle elezioni presidenziali del 1956, fu riconfermato contro l'avversario democratico Adlai Stevenson.

## Avvenimenti
Gli avvenimenti salienti (interni, internazionali e di costume) della presidenza di Dwight D.Eisenhower saranno i seguenti:

### 1953
- 6 marzo – Unione Sovietica: gli organi di informazione sovietici annunciano la morte di Josif Stalin (avvenuta il giorno precedente). Il 9 marzo, a Mosca, si svolgono i funerali.
- 17 aprile – Londra: l'attore Charlie Chaplin, messo sotto accusa dal maccartismo come filocomunista, annuncia che non farà più ritorno negli Stati Uniti d'America. Ritornerà soltanto nel 1972, per ritirare il Premio Oscar alla carriera.
- 2 giugno – Londra: Elisabetta II d’Inghilterra viene incoronata regina di Gran Bretagna.
- 27 luglio – Panmunjeom: dopo lunghi negoziati, viene firmato l'armistizio che pone fine alla guerra di Corea.
- 27 agosto – firma del concordato tra Santa Sede e governo spagnolo
- 7 settembre – Unione Sovietica: in seguito alla morte di Stalin, dopo un periodo di gestione collettiva, Kruscev diventa segretario Comitato Centrale del Partito Comunista dell'Unione Sovietica (PCUS).
- 16 settembre – Stati Uniti d'America: per la prima volta viene proiettato un film in Cinemascope. Si tratta di The robe (La tunica), prodotto dalla 20th Century Fox, per la regia di Henry Koster.
- 9 dicembre – Stati Uniti: la General Electric annuncia che tutti i dipendenti comunisti verranno licenziati dall'azienda.

### 1954
- 18 aprile – Gamal Abdal Nasser prende il potere in Egitto.
- 4 maggio – in Paraguay con un colpo di Stato il generale Alfredo Stroessner prende il potere.
- 17 maggio – Stati Uniti d'America: la Corte Suprema dichiara incostituzionale la segregazione razziale nelle scuole.
- 14 novembre – Egitto: il presidente, generale Muḥammad Naǧīb, viene destituito, gli succederà Gamal Abd el-Nasser, nuovo uomo forte del regime.

### 1955
- 19 gennaio – il presidente USA Dwight Eisenhower tiene la prima conferenza stampa trasmessa in televisione.
- 5 aprile – Winston Churchill si dimette da Primo ministro del Regno Unito. Gli succede alla carica di primo ministro Sir Anthony Eden
- 14 maggio – Varsavia: Albania, Bulgaria, Cecoslovacchia, Polonia, Romania, Ungheria, Repubblica democratica tedesca e Unione Sovietica danno vita al Patto di Varsavia, alleanza militare difensiva opposta alla NATO.
- 16 giugno – Argentina: inizio della cosiddetta Revolución Libertadora, un colpo di Stato che porterà tre giorni dopo alla deposizione del presidente Juan Domingo Perón.
- 16 settembre – Argentina: un colpo di Stato militare destituisce il presidente Juan Domingo Perón.
- 1º dicembre – Stati Uniti: a Montgomery, in Alabama, Rosa Parks, 42 anni, di colore, rifiuta di cedere il posto sull'autobus a dei bianchi. È il primo atto di un'azione di protesta studiata con l'associazione per i diritti civili di cui Rosa fa parte.

### 1956
- 19 aprile – Montecarlo: si celebra il matrimonio tra Grace Kelly e Ranieri di Monaco.
- 26 luglio – Nasser annuncia la nazionalizzazione del canale di Suez.
- 23 ottobre – Ungheria: inizio dell'insurrezione antisovietica
- 13 novembre – USA: la Corte Suprema dichiara incostituzionale la segregazione sugli autobus pubblici.

### 1957
- 10 gennaio – Regno Unito: il primo ministro Anthony Eden si dimette ed è sostituito da Harold Macmillan, già cancelliere dello Scacchiere.
- 25 luglio – Tunisia: abolizione della monarchia e proclamazione della Repubblica. Habib Bourguiba diventa il primo Presidente della Repubblica.
- 4 ottobre – Unione Sovietica: lancio dello Sputnik 1, primo satellite artificiale della storia.
- 3 novembre – Unione Sovietica: lancio nello spazio dello Sputnik 2, con a bordo la cagnetta Laika, che però muore 7 ore dopo il lancio

### 1958
- 1º febbraio – La NASA lancia nello spazio il suo primo satellite artificiale, Explorer 1.
- 28 settembre – Francia: con un referendum viene approvata la nuova Costituzione. Nel paese è istituita la Repubblica presidenziale.
- 9 ottobre – a Castel Gandolfo, provincia di Roma, muore Papa Pio XII.
- 28 ottobre – Roma: Viene eletto a sorpresa come neo pontefice l'anziano cardinale Angelo Giuseppe Roncalli, già Patriarca di Venezia, il quale assume il nome di Giovanni XXIII
- 31 dicembre – Cuba: il capo di Stato Fulgencio Batista fugge dal paese.

### 1959
- 13 febbraio: inizia la commercializzazione della bambola Barbie.
- 19 febbraio – Cipro diventa indipendente con il trattato anglo-greco-turco.
- 5 luglio – Israele: il primo ministro Ben Gurion rassegna le proprie dimissioni.
- 21 agosto – USA: le Hawaii entrano nell'unione, diventandone il 50º stato.
- 25-27 settembre – Stati Uniti: per la prima volta dopo la fine della Seconda guerra mondiale, si incontrano a Camp David Eisenhower e il segretario generale del Partito Comunista dell'Unione Sovietica, Nikita Khruščёv, dando avvio a una prima fase di "distensione" delle relazioni internazionali.
- 21 ottobre – Stati Uniti: inaugurato a New York il Guggenheim Museum, realizzato dall'architetto Frank Lloyd Wright.
- 1º dicembre – firma del Trattato antartico

### 1960
- 18-28 febbraio – California: si svolgono a Squaw Valley gli VIII Giochi olimpici invernali.
- 23 maggio – Argentina: il governo israeliano annuncia la cattura del criminale nazista Adolf Eichmann.
- 13 novembre – USA: Sammy Davis Jr. sposa May Britt. Il matrimonio tra l'artista di colore e l'attrice svedese desta scalpore, perché le unioni interrazziali sono all'epoca vietate in 31 stati su 50 negli USA.

### 1961
- 3 gennaio – Washington: Eisenhower annuncia la rottura delle relazioni diplomatiche tra gli Stati Uniti e Cuba.
- 8 gennaio – Francia: grazie ad un referendum, Charles De Gaulle ottiene pieni poteri per negoziare con i nazionalisti algerini.

### Gabinetto ministeriale
| Dipartimento                                | Incarico                             | Ritratto                 | Nome                   | Mandato | Mandato |
| Dipartimento                                | Incarico                             | Ritratto                 | Nome                   | Inizio  | Termine |
| ------------------------------------------- | ------------------------------------ | ------------------------ | ---------------------- | ------- | ------- |
|                                             | Presidente                           |                          | Dwight Eisenhower      | 1953    | 1961    |
|                                             | Vice Presidente                      |                          | Richard Nixon          | 1953    | 1961    |
| Dipartimenti                                |                                      |                          |                        |         |         |
|                                             | Segretario dell'Agricoltura          |                          | Ezra Taft Benson       | 1953    | 1961    |
| Funzionari con rango di membri di Gabinetto |                                      |                          |                        |         |         |
|                                             | Ambasciatore presso le Nazioni Unite |                          | Henry Cabot Lodge, Jr. | 1953    | 1960    |
|                                             | Ambasciatore presso le Nazioni Unite | James Jeremiah Wadsworth | 1960                   | 1961    |         |

### Maggiori azioni e atti legislativi

#### Altre azioni di politica interna
- Annessione di territori a USA
  - Alaska Statehood Act (1959)
  - Hawaii Admission Act (1959)
- Diritti civili
  - Civil Rights Act (1957)
  - Civil Rights Act (1960)
- Corsa allo spazio
  - Istituzione della NASA (1958)

#### Azioni di politica estera
- Rapporto diplomatico tra Stati Uniti-Giappone
  - Firma del Trattato di mutua cooperazione e sicurezza tra Stati Uniti d'America e Giappone (1960)

## Lista dei viaggi internazionali compiuti da Eisenhower durante la presidenza
Eisenhower fece un viaggio internazionale durante il periodo da presidente eletto, in Corea del Sud, dal 2 al 5 dicembre 1952; visitò Seoul e la zona di combattimento coreana. Durante la sua presidenza fece anche 16 viaggi internazionali in 26 nazioni. 
| N. | Date                | Paese         | Location            | Note                                                                    |
| -- | ------------------- | ------------- | ------------------- | ----------------------------------------------------------------------- |
| 1  | 2-5 dicembre 1952   | Corea del Sud | Seul                | Visita alla zona di combattimento coreana (visita da presidente eletto) |
| 6  | 21–23 luglio 1956   | Panama        | Panama              | Ha partecipato all'incontro dei presidenti delle repubbliche americane. |
| 8  | 14-19 dicembre 1957 | Francia       | Parigi              | Ha partecipato al 1°vertice NATO                                        |
| 10 | 19-20 febbraio 1959 | Messico       | Acapulco            | Incontro informale con il presidente Adolfo López Mateos                |
| 12 | 4-7 settembre 1959  | Regno Unito   | Castello di Culzean | Riposo prima di tornare negli Stati Uniti.                              |
| 13 | 4–6 dicembre 1959   | Italia        | Roma                | Visita informale. Incontro con il presidente Giovanni Gronchi           |
| 13 | 6–7 dicembre 1959   | Turchia       | Ankara              | Visita informale. Incontro con il presidente Celâl Bayar                |
| 13 | 7-9 dicembre 1959   | Pakistan      | Karachi             | Visita informale. Incontro con il presidente Ayyub Khan                 |
| 13 | 17 dicembre 1959    | Tunisia       | Tunisi              | Incontro con il presidente Habib Bourguiba                              |
| 13 | 21–22 dicembre 1959 | Spagna        | Madrid              | Incontro con Francisco Franco                                           |
| 13 | 22 dicembre 1969    | Marocco       | Casablanca          | Incontro con il re Muhammad V del Marocco                               |
| 15 | 19-20 maggio 1960   | Portogallo    | Lisbona             | Visita ufficiale. Incontro con il presidente Américo Thomaz             |
| 17 | 24 ottobre 1960     | Messico       | Ciudad Acuña        | Visita informale. Incontro con il presidente Adolfo López Mateos        |